# Scherma ai Giochi della XXIII Olimpiade
I tornei di scherma ai Giochi della XXIII Olimpiade si disputarono dal 1° all'11 agosto presso il Long Beach Convention Center di Long Beach.
Il programma prevedera otto tornei, sei maschili e due femminili.

## Eventi
| Arma     | Uomini      | Uomini    | Donne       | Donne     | Totale |
| Arma     | Individuale | A squadre | Individuale | A squadre | Totale |
| -------- | ----------- | --------- | ----------- | --------- | ------ |
| Spada    | ■           | ■         | N/D         | N/D       | 2      |
| Fioretto | ■           | ■         | ■           | ■         | 4      |
| Sciabola | ■           | ■         | N/D         | N/D       | 2      |
| Totale   | 3           | 3         | 1           | 1         | 8      |

## Podi

### Uomini
| Evento                          | Oro                                                                                            | Argento                                                                                          | Bronzo                                                                             |
| Spada                           |                                                                                                |                                                                                                  |                                                                                    |
| Spada individuale (dettagli)    | Philippe Boisse                                                                                | Björne Väggö                                                                                     | Philippe Riboud                                                                    |
| Spada a squadre (dettagli)      | Germania Ovest Elmar Borrmann Volker Fischer Gerhard Heer Rafael Nickel Alexander Pusch        | Francia Philippe Boisse Jean-Michel Henry Olivier Lenglet Philippe Riboud Michel Salesse         | Italia Stefano Bellone Sandro Cuomo Cosimo Ferro Roberto Manzi Angelo Mazzoni      |
| Fioretto                        |                                                                                                |                                                                                                  |                                                                                    |
| Fioretto individuale (dettagli) | Mauro Numa                                                                                     | Matthias Behr                                                                                    | Stefano Cerioni                                                                    |
| Fioretto a squadre (dettagli)   | Italia Mauro Numa Andrea Borella Andrea Cipressa Stefano Cerioni Angelo Scuri                  | Germania Ovest Harald Hein Matthias Behr Matthias Gey Klaus Reichert Frank Beck                  | Francia Frédéric Pietruszka Pascal Jolyot Patrick Groc Philippe Omnès Marc Cerboni |
| Sciabola                        |                                                                                                |                                                                                                  |                                                                                    |
| Sciabola individuale (dettagli) | Jean-François Lamour                                                                           | Marco Marin                                                                                      | Peter Westbrook                                                                    |
| Sciabola a squadre (dettagli)   | Italia Marco Marin Gianfranco Dalla Barba Giovanni Scalzo Ferdinando Meglio Angelo Arcidiacono | Francia Jean-François Lamour Pierre Guichot Hervé Granger-Veyron Philippe Delrieu Franck Ducheix | Romania Marin Mustață Ioan Pop Alexandru Chiculiță Cornel Marin Vilmoș Szabo       |

### Donne
| Evento                          | Oro | Argento                                                                                           | Bronzo |
| Spada                           | |                                                                                                   | |
| Fioretto individuale (dettagli) | Jujie Luan                                                                                                  | Cornelia Hanisch                                                                                  | Dorina Vaccaroni                                                                                                  |
| Fioretto a squadre (dettagli)   | Germania Ovest Christiane Weber Cornelia Hanisch Sabine Bischoff Ute Kircheiss-Wessel Zita-Eva Funkenhauser | Romania Aurora Dan Monika Weber-Koszto Rozalia Oros Marcela Moldovan-Zsak Elisabeta Guzganu-Tufan | Francia Laurence Modaine-Cessac Pascale Trinquet-Hachin Brigitte Latrille-Gaudin Véronique Brouquier Anne Meygret |

## Medagliere
| Pos.   | Paese          | Oro | Argento | Bronzo | Totale |
| ------ | -------------- | --- | ------- | ------ | ------ |
| 1      | Italia         | 3   | 1       | 3      | 7      |
| 2      | Germania Ovest | 2   | 3       | 0      | 5      |
| 3      | Francia        | 2   | 2       | 3      | 7      |
| 4      | Cina           | 1   | 0       | 0      | 1      |
| 5      | Romania        | 0   | 1       | 1      | 2      |
| 6      | Svezia         | 0   | 1       | 0      | 1      |
| 7      | Stati Uniti    | 0   | 0       | 1      | 1      |
| Totale | Totale         | 8   | 8       | 8      | 24     |